# The Purge: Election Year
The Purge: Election Year är en amerikansk skräckfilm från 2016 i regi av James DeMonaco, som även står för manusskrivandet av själva filmen. Detta är den tredje filmen i The Purge-serien, efter föregångarna The Purge och The Purge: Anarchy, som hade biopremiär år 2013, respektive 2014. De större rollerna i filmen spelas av Frank Grillo, Elizabeth Mitchell, och Mykelti Williamson. För produceringen av själva filmen, ansvarar bland annat Jason Blum från Blumhouse Productions, och Michael Bay från Platinum Dunes.
Filmen hade biopremiär i USA den 1 juli 2016, med Universal Studios som ansvarig utgivare. Den svenska biopremiären ägde rum fem dagar senare, det vill säga den 6 juli 2016.

## Rollista (i urval)
- Frank Grillo – Leo Barnes
- Elizabeth Mitchell – Senator Charlene "Charlie" Roan
- Mykelti Williamson – Joe Dixon
- Joseph Julian Soria – Marcos Dali
- Betty Gabriel – Laney Rucker
- Terry Serpico – Earl Danzinger
- Edwin Hodge – Dante Bishop
- Kyle Secor – Minister Edwidge Owens
- Liza Colón-Zayas – Dawn
- Christopher James Baker – Harmon James
- Raymond J. Barry – Caleb Warrens